# Grand Prix automobile du Japon 2017
GP précédent GP suivant
Le Grand Prix automobile du Japon 2017 (2017  Formula 1 Japanese Grand Prix), disputé le 8 octobre 2017 sur le circuit de Suzuka, est la 972e épreuve du championnat du monde de Formule 1 courue depuis 1950. Il s'agit de la trente-troisième édition du Grand Prix du Japon comptant pour le championnat du monde de Formule 1, la vingt-neuvième disputée à Suzuka et de la seizième manche du championnat 2017. 
Suzuka était le dernier circuit du championnat du monde où Lewis Hamilton n'avait jamais obtenu de pole position. C'est désormais chose faite, après une séance de qualification où il se montre intouchable en battant le record de la piste et en améliorant de plus de trois secondes le temps qui avait permis à Nico Rosberg de partir en tête en 2016. Le triple champion du monde britannique réalise sa dixième pole position de la saison, la soixante-et-onzième de sa carrière. Il devance de trois dixièmes de seconde son coéquipier Valtteri Bottas qui, pénalisé à cause du changement de la boîte de vitesses de sa W08, part septième. Sebastian Vettel, auteur du troisième temps, s'élance ainsi en première ligne, aux côtés de son principal rival pour le titre mondial. Les pilotes Red Bull Racing occupent la deuxième ligne, Daniel Ricciardo devançant Max Verstappen et les Force India d'Esteban Ocon et Sergio Pérez suivent en troisième ligne tandis que Felipe Massa complète la quatrième ligne derrière Bottas. Kimi Räikkönen auteur du sixième temps, s'élance de la onzième position après une pénalité pour changement de boîte de vitesses.
Lewis Hamilton se rapproche de son quatrième titre de champion du monde en prenant 59 points d'avance (soit plus de deux victoires) sur Sebastian Vettel grâce à sa huitième victoire de la saison, la soixante-et-unième de sa carrière, alors que son rival au championnat a abandonné au bout de quatre tours à cause d'une bougie défectueuse. Tandis que le Britannique passe le premier virage en tête, Vettel est rapidement débordé par les deux Red Bull de Max Verstappen et Daniel Ricciardo et par Valtteri Bottas, avant de regagner définitivement son garage. Hamilton pourrait dès lors être sacré à Austin le 22 octobre. Hormis une alerte due à des vibrations dans les derniers tours, le triple champion du monde mène le Grand Prix à sa main, suivi tout du long par Verstappen qui a pris le meilleur sur son coéquipier dès l'extinction des feux. Quand ce dernier devient menaçant, Hamilton obtient au moment du ballet des arrêts au stand, vers le 30e tour, l'aide de son coéquipier qui le laisse passer pour bloquer la Red Bull durant plus d'une boucle en retardant son propre arrêt.  Le jeune pilote néerlandais obtient à l'arrivée le dixième podium de sa carrière, Ricciardo, troisième, en comptant désormais neuf pour cette seule saison. Il contient jusqu'au bout Bottas, auteur du meilleur tour dans sa cinquantième boucle. Kimi Räikkönen, repoussé au quinzième rang à la fin du premier tour, remonte et  termine isolé en cinquième position loin devant les Force India d'Esteban Ocon et de Sergio Pérez. Les Haas-Ferrari tirent leur épingle du jeu, avec Kevin Magnussen huitième suivi de Romain Grosjean, dernier pilote dans le même tour que le vainqueur. Felipe Massa prend le dernier point en jeu. 
En tête du championnat des pilotes, Hamilton, le seul à avoir marqué lors de toutes les manches, prend une large avance à quatre Grands Prix de la fin, avec un total de 306 points alors que Vettel reste à 247 points, et voit Bottas (234 points) se rapprocher de sa deuxième place ; suivent Ricciardo (192 points), Räikkönen (148 points), Verstappen (111 points), Pérez (82 points) et Ocon (65 points). Mercedes est proche d'obtenir son quatrième titre constructeur consécutif avec 540 points contre 395 points pour la Scuderia Ferrari qui devance Red Bull Racing (303 points) ; suivent Force India (147 points), Williams (66 points) et Scuderia Toro Rosso (52 points) alors que Haas (43 points) repasse Renault (42 points). McLaren totalise 23 points et Sauber 5 points.

## Pneus disponibles
| Pneus pour piste sèche | Pneus pour piste sèche | Pneus pour piste sèche | Pneus pluie    | Pneus pluie |
| ---------------------- | ---------------------- | ---------------------- | -------------- | ----------- |
| Tendres                | Medium                 | Durs                   | Intermédiaires | Pluie       |

## Essais libres

### Première séance, le vendredi de 10 h à 11 h 30
| Pos. | Pilote           | Voiture            | Chrono         | Écart     |
| ---- | ---------------- | ------------------ | -------------- | --------- |
| 1    | Sebastian Vettel | Ferrari            | 1 min 29 s 166 |           |
| 2    | Lewis Hamilton   | Mercedes           | 1 min 29 s 377 | + 0 s 211 |
| 3    | Daniel Ricciardo | Red Bull-TAG Heuer | 1 min 29 s 541 | + 0 s 375 |
| 4    | Kimi Räikkönen   | Ferrari            | 1 min 29 s 638 | + 0 s 472 |
| 5    | Valtteri Bottas  | Mercedes           | 1 min 30 s 151 | + 0 s 985 |
| 6    | Max Verstappen   | Red Bull-TAG Heuer | 1 min 30 s 762 | + 1 s 596 |

### Deuxième séance, le vendredi de 14 h à 15 h 30
| Pos. | Pilote         | Voiture              | Chrono         | Écart     |
| ---- | -------------- | -------------------- | -------------- | --------- |
| 1    | Lewis Hamilton | Mercedes             | 1 min 48 s 719 |           |
| 2    | Esteban Ocon   | Force India-Mercedes | 1 min 49 s 518 | + 0 s 799 |
| 3    | Sergio Pérez   | Force India-Mercedes | 1 min 51 s 345 | + 2 s 262 |
| 4    | Felipe Massa   | Williams-Mercedes    | 1 min 52 s 146 | + 3 s 427 |
| 5    | Lance Stroll   | Williams-Mercedes    | 1 min 52 s 343 | + 3 s 624 |

- À cause d'une pluie intense, la séance est amputée des 45 premières minutes. Seuls cinq pilotes réalisent un tour rapide en pneus pluie et ne bouclent, par ailleurs, pas plus de quatre tours. Neuf autres pilotes n'effectuent qu'un tour de reconnaissance avant de rejoindre leur stand et six ne prennent pas la piste[3],[4],[5].

### Troisième séance, le samedi de 12 h à 13 h
| Pos. | Pilote           | Voiture              | Chrono         | Écart     |
| ---- | ---------------- | -------------------- | -------------- | --------- |
| 1    | Valtteri Bottas  | Mercedes             | 1 min 29 s 055 |           |
| 2    | Lewis Hamilton   | Mercedes             | 1 min 29 s 069 | + 0 s 014 |
| 3    | Sebastian Vettel | Ferrari              | 1 min 29 s 379 | + 0 s 324 |
| 4    | Max Verstappen   | Red Bull-TAG Heuer   | 1 min 29 s 910 | + 0 s 855 |
| 5    | Daniel Ricciardo | Red Bull-TAG Heuer   | 1 min 30 s 018 | + 0 s 963 |
| 6    | Esteban Ocon     | Force India-Mercedes | 1 min 30 s 109 | + 1 s 054 |

- Kimi Räikkönen part à la faute dans le virage Daigner 2, sa Ferrari tape le mur et sa boîte de vitesses est endommagée, ce qui entraîne son changement et une pénalité de cinq places sur la grille de départ[7].

## Séance de qualifications

### Résultats des qualifications
| Pos.                                                                                      | Pilote            | Écurie               | Qualifications 1 | Qualifications 2 | Qualifications 3 |
| ----------------------------------------------------------------------------------------- | ----------------- | -------------------- | ---------------- | ---------------- | ---------------- |
| 1                                                                                         | Lewis Hamilton    | Mercedes             | 1 min 29 s 047   | 1 min 27 s 819   | 1 min 27 s 319   |
| 2                                                                                         | Valtteri Bottas   | Mercedes             | 1 min 29 s 332   | 1 min 28 s 543   | 1 min 27 s 651   |
| 3                                                                                         | Sebastian Vettel  | Ferrari              | 1 min 29 s 352   | 1 min 28 s 255   | 1 min 27 s 791   |
| 4                                                                                         | Daniel Ricciardo  | Red Bull-TAG Heuer   | 1 min 29 s 475   | 1 min 28 s 935   | 1 min 28 s 306   |
| 5                                                                                         | Max Verstappen    | Red Bull-TAG Heuer   | 1 min 29 s 181   | 1 min 28 s 747   | 1 min 28 s 332   |
| 6                                                                                         | Kimi Räikkönen    | Ferrari              | 1 min 29 s 163   | 1 min 29 s 079   | 1 min 28 s 498   |
| 7                                                                                         | Esteban Ocon      | Force India-Mercedes | 1 min 30 s 115   | 1 min 29 s 199   | 1 min 29 s 111   |
| 8                                                                                         | Sergio Pérez      | Force India-Mercedes | 1 min 29 s 696   | 1 min 29 s 343   | 1 min 29 s 260   |
| 9                                                                                         | Felipe Massa      | Williams-Mercedes    | 1 min 30 s 352   | 1 min 29 s 687   | 1 min 29 s 480   |
| 10                                                                                        | Fernando Alonso   | McLaren-Honda        | 1 min 30 s 525   | 1 min 29 s 749   | 1 min 30 s 687   |
| 11                                                                                        | Stoffel Vandoorne | McLaren-Honda        | 1 min 30 s 654   | 1 min 29 s 778   |                  |
| 12                                                                                        | Nico Hülkenberg   | Renault              | 1 min 30 s 252   | 1 min 29 s 879   |                  |
| 13                                                                                        | Kevin Magnussen   | Haas-Ferrari         | 1 min 30 s 774   | 1 min 29 s 972   |                  |
| 14                                                                                        | Jolyon Palmer     | Renault              | 1 min 30 s 516   | 1 min 30 s 022   |                  |
| 15                                                                                        | Carlos Sainz Jr.  | Toro Rosso-Renault   | 1 min 30 s 565   | 1 min 30 s 413   |                  |
| 16                                                                                        | Romain Grosjean   | Haas-Ferrari         | 1 min 30 s 849   |                  |                  |
| 17                                                                                        | Pierre Gasly      | Toro Rosso-Renault   | 1 min 31 s 317   |                  |                  |
| 18                                                                                        | Lance Stroll      | Williams-Mercedes    | 1 min 31 s 409   |                  |                  |
| 19                                                                                        | Marcus Ericsson   | Sauber-Ferrari       | 1 min 31 s 597   |                  |                  |
| 20                                                                                        | Pascal Wehrlein   | Sauber-Ferrari       | 1 min 31 s 885   |                  |                  |
| Temps minimal à réaliser pour la qualification : 1 min 35 s 280 (107 % de 1 min 29 s 047) |                   |                      |                  |                  |                  |

### Grille de départ
- Valtteri Bottas, auteur du deuxième temps, est rétrogradé de cinq places sur la grille de départ à cause d'un changement de sa boîte de vitesses ; il s'élance sixième[9].
- Parti à la faute lors de la dernière séance d'essais libres en perdant l'arrière de sa Ferrari avant d'aller s'encastrer dans le mur de pneus, Kimi Räikkönen écope d'une pénalité d'un recul de cinq places sur la grille de départ : la boîte de vitesses ayant été touchée, nécessite son remplacement. Auteur du sixième temps, il s'élance dixième[10].
- Jolyon Palmer, auteur du quatorzième temps, utilise, pour la suite du weekend, son cinquième moteur à combustion interne de la saison, son sixième turbocompressur et son sixième MGU-H, entraînant une pénalité d'un recul de 20 places sur la grille ; il s'élance dix-huitième[11].
- Carlos Sainz Jr., auteur du quinzième temps, utilise son sixième MGU-H, son cinquième moteur à combustion interne et son cinquième turbocompresseur. Conformément au règlement, il écope d'un total de 20 places de pénalité sur la grille de départ et s'élance de la dix-neuvième place[12].
- À l'issue des essais libres de vendredi, McLaren a découvert une fuite hydraulique sur l'unité de puissance Honda de Fernando Alonso et a remplacé l'intégralité du groupe propulseur. Le pilote espagnol, auteur du dixième temps, utilise donc son huitième moteur à combustion interne de la saison, son dixième turbocompresseur, son dixième MGU-H, son huitième MGU-K, sa septième batterie et sa sixième unité de contrôle électronique, ce qui lui vaut une pénalité d'un recul de 35 places sur la grille ; il s'élance dernier[13].

## Course

### Classement de la course
| Pos. | no | Pilote            | Écurie               | Tours | Temps/Abandon                      | Grille | Points |
| ---- | -- | ----------------- | -------------------- | ----- | ---------------------------------- | ------ | ------ |
| 1    | 44 | Lewis Hamilton    | Mercedes             | 53    | 1 h 27 min 31 s 194 (201,789 km/h) | 1      | 25     |
| 2    | 33 | Max Verstappen    | Red Bull-TAG Heuer   | 53    | + 1 s 211                          | 4      | 18     |
| 3    | 3  | Daniel Ricciardo  | Red Bull-TAG Heuer   | 53    | + 9 s 679                          | 3      | 15     |
| 4    | 77 | Valtteri Bottas   | Mercedes             | 53    | + 10 s 580                         | 6      | 12     |
| 5    | 7  | Kimi Räikkönen    | Ferrari              | 53    | + 32 s 622                         | 10     | 10     |
| 6    | 31 | Esteban Ocon      | Force India-Mercedes | 53    | + 1 min 07 s 788                   | 5      | 8      |
| 7    | 11 | Sergio Pérez      | Force India-Mercedes | 53    | + 1 min 11 s 424                   | 7      | 6      |
| 8    | 20 | Kevin Magnussen   | Haas-Ferrari         | 53    | + 1 min 28 s 953                   | 12     | 4      |
| 9    | 8  | Romain Grosjean   | Haas-Ferrari         | 53    | + 1 min 29 s 883                   | 13     | 2      |
| 10   | 19 | Felipe Massa      | Williams-Mercedes    | 52    | + 1 tour                           | 8      | 1      |
| 11   | 14 | Fernando Alonso   | McLaren-Honda        | 52    | + 1 tour                           | 20     |        |
| 12   | 30 | Jolyon Palmer     | Renault              | 52    | + 1 tour                           | 18     |        |
| 13   | 10 | Pierre Gasly      | Toro Rosso-Renault   | 52    | + 1 tour                           | 14     |        |
| 14   | 2  | Stoffel Vandoorne | McLaren-Honda        | 52    | + 1 tour                           | 9      |        |
| 15   | 94 | Pascal Wehrlein   | Sauber-Ferrari       | 51    | + 2 tours                          | 17     |        |
| Abd. | 18 | Lance Stroll      | Williams-Mercedes    | 45    | Roue                               | 15     |        |
| Abd. | 27 | Nico Hülkenberg   | Renault              | 40    | Aileron arrière                    | 11     |        |
| Abd. | 9  | Marcus Ericsson   | Sauber-Ferrari       | 7     | Accident                           | 16     |        |
| Abd. | 5  | Sebastian Vettel  | Ferrari              | 4     | Bougies                            | 2      |        |
| Abd. | 55 | Carlos Sainz Jr.  | Toro Rosso-Renault   | 0     | Sortie de piste                    | 19     |        |

### Pole position et record du tour
- Pole position :  Lewis Hamilton (Mercedes) en 1 min 27 s 319 (239,412 km/h)[15].
- Meilleur tour en course :  Valtteri Bottas (Mercedes) en 1 min 33 s 144 (224,440 km/h) au cinquantième tour[16].

### Tours en tête
- Lewis Hamilton (Mercedes) : 48 tours (1-22 / 28-53)[17].
- Daniel Ricciardo (Red Bull-TAG Heuer) : 3 tours (23-25)
- Valtteri Bottas (Mercedes) : 2 tours (26-27).

## Classements généraux à l'issue de la course
| Pos. | Pilote            | Écurie               | Points |
| ---- | ----------------- | -------------------- | ------ |
| 1    | Lewis Hamilton    | Mercedes             | 306    |
| 2    | Sebastian Vettel  | Ferrari              | 247    |
| 3    | Valtteri Bottas   | Mercedes             | 234    |
| 4    | Daniel Ricciardo  | Red Bull-TAG Heuer   | 192    |
| 5    | Kimi Räikkönen    | Ferrari              | 148    |
| 6    | Max Verstappen    | Red Bull-TAG Heuer   | 111    |
| 7    | Sergio Pérez      | Force India-Mercedes | 82     |
| 8    | Esteban Ocon      | Force India-Mercedes | 65     |
| 9    | Carlos Sainz Jr.  | Toro Rosso-Renault   | 48     |
| 10   | Nico Hülkenberg   | Renault              | 34     |
| -    | Felipe Massa      | Williams-Mercedes    | 34     |
| 12   | Lance Stroll      | Williams-Mercedes    | 32     |
| 13   | Romain Grosjean   | Haas-Ferrari         | 28     |
| 14   | Kevin Magnussen   | Haas-Ferrari         | 15     |
| 15   | Stoffel Vandoorne | McLaren-Honda        | 13     |
| 16   | Fernando Alonso   | McLaren-Honda        | 10     |
| 17   | Jolyon Palmer     | Renault              | 8      |
| 18   | Pascal Wehrlein   | Sauber-Ferrari       | 5      |
| 19   | Daniil Kvyat      | Toro Rosso-Renault   | 4      |

| Pos. | Écurie               | Points |
| ---- | -------------------- | ------ |
| 1    | Mercedes             | 540    |
| 2    | Ferrari              | 395    |
| 3    | Red Bull-TAG Heuer   | 303    |
| 4    | Force India-Mercedes | 147    |
| 5    | Williams-Mercedes    | 66     |
| 6    | Toro Rosso-Renault   | 52     |
| 7    | Haas-Ferrari         | 43     |
| 8    | Renault              | 42     |
| 9    | McLaren-Honda        | 23     |
| 10   | Sauber-Ferrari       | 5      |

## Statistiques
Le Grand Prix du Japon 2017 représente :
- la 71e pole position de Lewis Hamilton, nouveau record[20],[21] ;
- la 61e victoire de Lewis Hamilton[22] ;
- la 74e victoire de Mercedes Grand Prix en tant que constructeur[23] ;
- la 160e victoire de Mercedes en tant que motoriste[24] ;
- le 25e Grand Prix pour Esteban Ocon[25].

Au cours de ce Grand Prix :
- Lewis Hamilton, en réalisant sa première pole position à Suzuka, s'est élancé au moins une fois en pole position sur chacun des Grands Prix comptant pour le championnat du monde[26] ;
- Kimi Räikkönen passe la barre des 1 500 points inscrits en Formule 1 (1 508 points)[27] ;
- Daniel Ricciardo passe la barre des 800 points inscrits en Formule 1 (808 points)[28] ;
- Max Verstappen est élu « Pilote du jour » lors d'un vote organisé sur le site officiel de la Formule 1[29] ;
- Tom Kristensen (nonuple vainqueur des 24 Heures du Mans et sextuple vainqueur des 12 Heures de Sebring) a été nommé par la FIA conseiller pour aider dans leurs jugements le groupe des commissaires de course[30].